# Geopónicos
Se llama Geopónicos (del latín Geoponici, y este del inexistente término griego Γεωπονικοι) o Scriptores rei rusticae a los antiguos autores griegos y romanos que escribieron sobre agricultura y ganadería.

## Desarrollo
Por lo general los griegos prestaron menos atención que los romanos al estudio científico de estos temas, que en la época clásica consideraban una rama de la economía. Así, el Económico de Jenofonte contiene un elogio de la agricultura y sus beneficios éticos, y también se halla mucha información en los escritos de Aristóteles y de sus pupilo Teofrasto. Sobre la misma época que Jenofonte, el filósofo Demócrito de Abdera escribió un tratado Περι Γεωργιας (‘sobre la agricultura’), citado con frecuencia y usado profusamente por los compiladores posteriores de Geoponica (tratados agrícolas).
Se dio mayor atención a estos temas en el periodo alejandrino. Varrón y Columela dan una larga lista de nombres, entre ellos Hierón II y Átalo III. Más tarde, Casio Dionisio de Útica tradujo y abrevió la gran obra del cartaginés Magón, que aún sería más condensada por Diófanes de Nicea en Bitinia para uso del rey Deyotaro. De estas y similares obras Casiano Baso compiló su Geoponica, una fuente de la posterior Geoponica bizantina. También puede hacerse mención de la pequeña obra Περι Γεωργικων de Miguel Psellos.
Los romanos, conscientes de la necesidad de mantener un numeroso y vigoroso grupo de agricultores, se esforzaron desde muy temprano en inculcar a sus campesinos un conocimiento tanto teórico como práctico sobre la materia. La ocupación del granjero era considerada cercana en importancia a la del soldado, y los romanos distinguidos no desdeñaban su práctica. Para fomentar esto, la gran obra de Magón fue traducida la latín por Décimo Junio Silano por orden del Senado Romano. Mientras tanto, Catón el Viejo había escrito su De agri cultura, un simple registro en lenguaje llano de las reglas observadas por los antiguos propietarios de tierras romanos más que un tratado teórico. Le siguieron los dos Sarsenas (padre e hijo) y Cneo Tremelio Escrofa, cuyas obras se han perdido. El erudito Marco Terencio Varrón de Reate, a la edad de ochenta años, compuso sus Rerum rusticarum libri III, sobre agricultura, el cuidado del ganado y la cría de peces. Fue el primero en sistematizar lo que se había escrito sobre el tema, y suplementar los trabajos de otros con la experiencia práctica que había adquirido durante sus viajes.
En la época augusta, Cayo Julio Higinio escribió sobre agricultura y apicultura, Sabino Tiro sobre horticultura y, durante los comienzos del Imperio, Julio Grecino y Julio Ático sobre vitivinicultura y Cornelio Celso (más conocido por su De medicina) sobre agricultura. Sin embargo, las principales obras de este tipo son las de Lucio Junio Moderato Columela, De arboribus y De agricultura. Sobre la mitad del siglo II, los dos Quintilios, oriundos de Troya, escribieron sobre el tema en griego. Es de destacar que la obra de Columela ejerció menos influencia en Roma e Italia que en el sur de Galia y España, donde la agricultura se convirtió en una de las principales materias de instrucción en las instituciones educativas superiores que estaban surgiendo en estos países. Una consecuencia de esto fue la preparación de manuales de tipo popular para el uso en las escuelas. En el siglo III Gargilio Marcial de Mauritania compiló una Geoponica en que incluía la botánica médica y el arte veterinario. La Opus agriculturae de Paladio (siglo IV), en catorce libros, que deriva en gran parte de Columela, está reorganizado en un calendario agrícola, en el que las diferentes ocupaciones rurales se disponen en el orden de los meses. El decimocuarto libro (sobre la silvicultura) está escrito en elegíacos (ochenta y cuatro pareados). Se conservan la obra completa de Paladio y fragmentos considerables de Gargilio Marcial.